# Slag bij Narva (1700)
De Slag bij Narva vond plaats op 20 november 1700, en was de eerste veldslag tussen Zweden en Tsaardom Rusland in de Grote Noordse Oorlog.

## De achtergrond
In Rawa had Peter I van Rusland een verdrag tegen Zweden gesloten met August II van Polen. Maar voordat hij de Zweedse koning Karel XII de oorlog kon verklaren, moest hij wachten op de vredesonderhandelingen met het Ottomaanse Rijk na de Azovcampagnes. Tijdens de onderhandelingen had Johann Patkul een coalitieplan uitgewerkt waarin Denemarken, Polen en Rusland zich verenigden tegen Zweden: iedere deelnemer kreeg naar keuze een deel van het overwonnen land.
Peter de Grote aasde op de doorgang tot de Oostzee, inclusief de annexatie van de vroegere Russische steden Dorpat en Narva. Peter moest wachten tot de vredes van Constantinopel werd ondertekend, maar Denemarken en Polen gingen reeds tot de aanval over. Karel XII reageerde door zijn vloot voor Kopenhagen te leggen en met zijn grote troepenmacht aan land te gaan. Hij kon de eerste verdedigingslinies dwingen tot overgave en dwong daarna de stad tot overgave. Door deze vernedering moest Denemarken uit de coalitie verdwijnen, en sloot een aparte Vrede van Travendahl. August II nam Dünamünde in, maar strandde voor Riga. Peter wachtte geduldig af en hoopte dat Riga door de Russische troepen zou worden overspoeld.
Op 8 augustus 1700 vernam Peter dat de vrede was ondertekend: de twee landen zouden elkaar niet meer aanvallen gedurende 30 jaar. Meteen gaf Peter zijn troepen het bevel ten strijde te trekken. Hij had zijn bondgenoten beloofd naar het noorden te trekken, maar toch viel hij eerst Lijfland binnen, dat normaal voor Polen was. Maar omdat voor elke oorlog een voorwendsel nodig was, verklaarde hij dat hij tijdens zijn verblijf in Riga, hoewel hij daar incognito was, zonder respect behandeld was.
Toen Karel XII hoorde dat Rusland deelnam aan de oorlog, liet hij meteen de ambassadeur van Rusland arresteren, net als alle Russische kooplieden. Peter daarentegen, gaf de Zweden toestemming het land te verlaten. Peter had ongeveer 40.000 man ter beschikking. Zijn eerste doel was Narva. Peter dacht dat de citadel van Narva zou vallen eer Karel kon ingrijpen. Karel moest zich bezighouden in Denemarken. Op 23 september kwam Peter in Narva aan en begon meteen met de aanval op de stad. Al snel kwam hij tot de conclusie, dat zijn strategie geen doel had: het Russische leger was slecht opgeleid en wanordelijk. Door een nijpend tekort aan kruit en kogels kon de stad niet of amper aangevallen worden en hielden de muren stand. Naarmate de winter naderde hoopte Peter dat Narva zich zou overgegeven hebben. In de nacht van 17 op 18 november vernam hij dat Karel XII en zijn leger naderde bij de Puhhajogi-pas. Hij trok zich terug. Als excuus voor zijn terugtocht gaf hij de uitleg dat hij samen met August II de plannen over Riga moest bespreken. Peter was in paniek, zijn adviseurs smeekten hem het leger ook terug te laten trekken, maar hij gaf het bevel over aan Charles-Eugène de Croy, een generaal die Peter in 1698 in dienst nam. Prins de Croy was een man met ervaring, maar hij kende de regimenten die hem waren toevertrouwd niet. Hij sprak zelfs niet eens dezelfde taal. Toen hij de functie aanvaardde, verscheen Karel, aan het hoofd van 10.000 man, een kwart van het Russische leger. Het Zweedse leger was door eindeloze vlakten getrokken, had slecht weer moeten trotseren: ze waren volkomen uitgeput. Maar er was één groot verschil met de Russische legers: hun moreel was goed. Hun doel was de citadel van Narva te bereiken.

## De slag
Op 20 november 1700 kwam het Zweedse leger aan in Narva. Karel XII leidde zelf 8140 man, geassisteerd door generaal Karel Gustaaf Rehnskiöld, en in de stad zat nog een leger van 2500 man sterk. De volgende dag al lanceerde Karel XII twee colonnes tegen de Russen. Ze werden beschermd door een sneeuwstorm. Na een half uur hadden de Zweden al het Russisch kamp overmeesterd, ondanks de hevige tegenstand van de Russische regimenten Preobrazjenski en Semjonovski. De Russen sloegen op de vlucht: de cavalerie probeerde de rivier de Narva al zwemmend over te steken; er verdronken ongeveer duizend soldaten in. De infanterie vluchtte naar de bruggen, maar onder het gewicht stortten deze in. Karel XII liet ze herstellen, uit vrees dat de Russen zich verdedigd zouden hebben en zich misschien toch nog konden verweren. De Russen maakten van dit herstel dankbaar gebruik. De Russen hadden 10.000 man verloren. Onder de krijgsgevangen was onder andere prins de Croy, samen met andere edelen. De Zweden hadden 160 vlaggen en standaards veroverd plus het geld van het leger en alle stukken geschut (meer dan 20.000 musketten) waren ook in hun handen gevallen. De Russen verloren ongeveer 15.000 soldaten, waarvan velen verdronken in de rivier. De Zweden waren amper 667 man armer.
In Rusland mocht niet over de nederlaag gesproken worden, ook al wist iedereen ervan. De Russische ambassadeurs in het buitenland moesten de nederlaag toekennen aan verraad, maar dit werd nergens geloofd.
Karel XII trok Rusland niet binnen met zijn leger, hij wilde eerst met Polen afrekenen. Peter maakte hiervan gebruik om tot elke prijs vrede te sluiten. De Zweedse adviseur in Wenen beweerde dat Karel wel vrede wilde sluiten met Polen, maar niet met Rusland.
Golitsyn, de Russische adviseur in Wenen schreef een brief naar Golovin, de eerste minister van de tsaar, met de boodschap dat Rusland tot elke prijs een overwinning op de vijand moest behalen, anders konden ze de schade nooit meer tenietdoen, zelfs niet als ze een eeuwigdurende vrede bereikt zouden hebben. Peter had de overwinning nodig om weer in aanzien te komen bij de Westerse koningen.
Later werd Narva toch nog ingenomen door de Russen tijdens de tweede slag om Narva.